# يانا إينا
يانا إينا (بالبرتغالية: Jana Ina‏) هي مغنية ومذيعة وعارضة برازيلية، ولدت في 12 ديسمبر 1976 في بتروبوليس في البرازيل.

## وصلات خارجية
- الموقع الرسمي
- يانا إينا على موقع IMDb (الإنجليزية)
- يانا إينا على موقع ميوزك برينز (الإنجليزية)
- يانا إينا على موقع ديسكوغز (الإنجليزية)
- يانا إينا على موقع قاعدة بيانات الفيلم (الإنجليزية)